# Apocryptus lieftincki
Apocryptus lieftincki är en stekelart som beskrevs av Gupta 1983. Apocryptus lieftincki ingår i släktet Apocryptus och familjen brokparasitsteklar. Inga underarter finns listade i Catalogue of Life.